# Neanthes acuminata
Neanthes acuminata is een borstelworm uit de familie Nereididae. De wetenschappelijke naam van de soort werd voor het eerst geldig gepubliceerd in 1868 door Ehlers als Nereis acuminata. Het lichaam van de worm bestaat uit een kop, een cilindrisch, gesegmenteerd lichaam en een staartstukje. De kop bestaat uit een prostomium (gedeelte voor de mondopening) en een peristomium (gedeelte rond de mond) en draagt gepaarde aanhangsels (palpen, antennen en cirri).